# Lega (województwo warmińsko-mazurskie)
Lega (niem. Leegen) – osada w Polsce położona w województwie warmińsko-mazurskim, w powiecie ełckim, w gminie Ełk.
W latach 1975–1998 miejscowość administracyjnie należała do województwa suwalskiego.
We wsi neoklasycystyczny dwór z II poł. XIX w., parterowy, kryty dachem naczółkowym z facjatkami na osi, w otoczeniu fragmenty dawnego parku.